# سیستم بمین
بمین (به ژاپنی: 部民 Bemin)، در دوره یاماتو ژاپن باستان یک کاست بود. بیشتر آنها کشاورز بودند، اما برخی مهارت‌های خاصی داشتند و به نام شینابه معروف بودند. آنها برای خانواده‌های قدرتمند خراج می‌دادند و کار می‌کردند، اما برخلاف خدمتکاران، در یک زندگی خانوادگی زندگی می‌کردند. «سیستم بمین» یک سیستم اجتماعی در ژاپن قبل از اصلاحات تایکا بود. جمعیت را به «بمین» (人، Bemin) و «هیمین» مردم عادی (heimin، 平人) تقسیم کرد، که «بمین» توسط اشراف و «هیمین» به‌طور مستقیم توسط دولت مرکزی اداره می‌شد. بمین‌ها به سه دسته تقسیم می‌شدند. کسانی که توسط اشراف اداره می‌شوند، کسانی که توسط دولت مرکزی از طریق سازمان‌های حرفه ای مانند «دفتر دریایی» و «دفتر نساجی» اداره می‌شوند و کسانی که از نوادگان رهبران محلی بودند و مسئول تأمین غذا و امنیت خانوار سلطنتی بودند.
این سیستم در دوره یاماتو وجود داشت و جمعیت به دو دسته بمین و هیمین تقسیم می‌شد که بمین تقریباً نیمی از جمعیت را تشکیل می‌داد و عمدتاً از افراد تسخیر شده، تورایجین و اسیران جنگی تشکیل می‌شد. هیمین‌ها عمدتاً از مردم عادی بومی تشکیل می‌شدند.